# Wola Pawłowska (powiat lipski)
Wola Pawłowska – wieś sołecka w Polsce położona w województwie mazowieckim, w powiecie lipskim, w gminie Solec nad Wisłą. Leży  nad rzeką Kamienną.
| SIMC    | Nazwa      | Rodzaj    |
| ------- | ---------- | --------- |
| 0637973 | Baba       | część wsi |
| 0637980 | Błonie     | część wsi |
| 0637996 | Kilianówka | część wsi |
| 0638004 | Zamoście   | część wsi |

Prywatna wieś szlachecka, położona była w drugiej połowie XVI wieku w powiecie radomskim województwa sandomierskiego. W latach 1975–1998 miejscowość należała administracyjnie do województwa radomskiego.
Graniczy od północy z Pawłowicami oraz Kępą Piotrowińską. We wsi znajdują się zabytkowy młyn z przełomu wieków XIX i XX wpisany do katalogu zabytków, oraz pałacyk szlachecki z początku wieku XX.
Wierni Kościoła rzymskokatolickiego należą do parafii św. Jana Chrzciciela w Pawłowicach.